# 中国民主同盟浙江省委员会
中国民主同盟浙江省委员会，简称民盟浙江省委，是中国民主同盟在浙江省的地方组织。

## 历届委员会

### 第十二届
- 任期：2017年5月－
- 主任委员：成岳冲
- 副主任委员：韩平、罗卫东、方剑乔、许亚南、徐燕峰、唐睿康、苏为华、谢志坚